# Calothamnus rupestris
Calothamnus rupestris är en myrtenväxtart som beskrevs av Johannes Conrad Schauer. Calothamnus rupestris ingår i släktet Calothamnus och familjen myrtenväxter. Inga underarter finns listade i Catalogue of Life.

## Bildgalleri

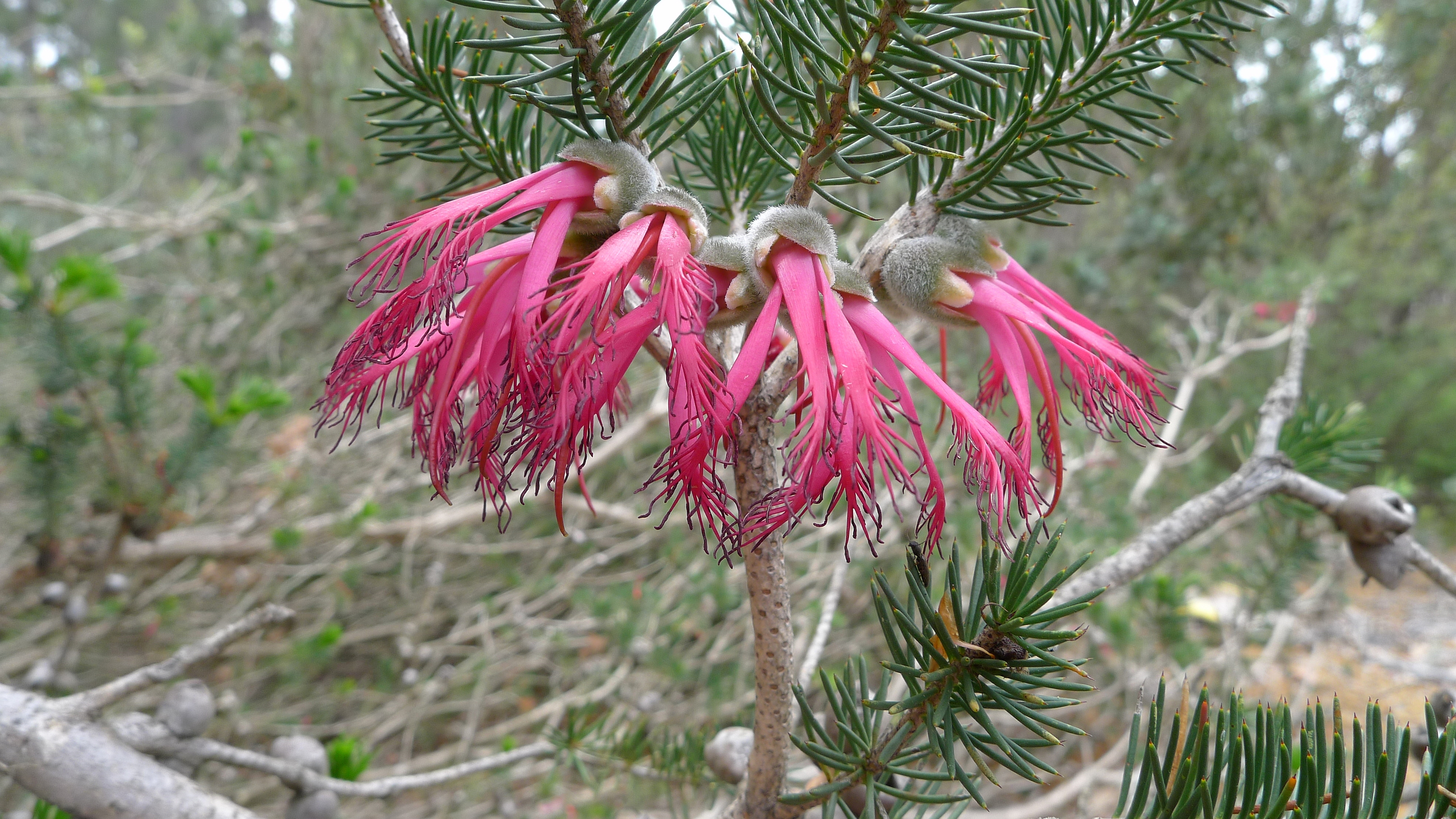